# VK Albamaris Biograd na Moru
Vaterpolo klub Albamaris (VK Albamaris; Albamaris; Albamaris Biograd; Albamaris Biograd na Moru) je muški vaterpolski klub iz Biograda na Moru, Zadarska županija. 

## O klubu
Klub je osnovan 2009. godine, zbog činjenice da je postojeći gradski klub  "Biograd" član 1. B lige koja se pretežno igra u hladnijem dijelu godine (zima i proljeće), koja je poluprofesionalna i na višoj razini od liga koje se igraju ljeti, te kako u Biogradu nema natkrivenog bazena, te je stoga klub morao na utakmice i treninge ići u Zadar i Šibenik, zbog čega su pojedini igrači morali prekidati bavljenje vaterpolom zbog radnih ili školskih obaveza zbog kojih se ne bi mogli adekvatno natjecati u 1. B ligi. Također je tako Biograd ostao i bez seniorskih utakmica ljeti (u 2. HVL i 3. HVL), koje su bile posjećene. 
 
Klub je s ligaškim natjecanjima počeo 2010. godine u 3. HVL - skupina Šibenik. Razvio je također i blisku suradnju s "Biogradom", koji mu je ustupljivao pojedine rezultate. Klub se također natjecao i u regionalnoj Alpe Adria ligi (koju je osvojio u sezoni 2013./14.), te od 2016./17. u Vaterpolskoj amaterskoj ligi (VAL). 

## Uspjesi
Alpe Adria liga
- pobjednik: 2013./14.

## Unutrašnje poveznice
- Biograd na Moru
- Vaterpolski klub Biograd

## Vanjske poveznice
- Waterpolo club Albamaris Biograd n/m, facebook stranica
- hvs.hr, Albamaris, profil kluba  Arhivirana inačica izvorne stranice od 4. studenoga 2018. (Wayback Machine)
- zadarskilist.hr, , vk albamaris
- ezadar.rtl.hr, Vijesti na temu "vk albamaris biograd"
- hrvaliga.wordpress.com, Ekipe VAL lige